# Steel Panthers

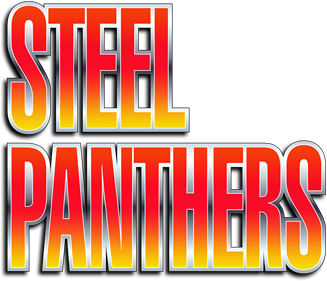

Steel Panthers è una saga di complessi wargame tattici a turni per PC, e nella sua interezza è ambientata in tutto il periodo storico che va dalla prima guerra mondiale fino al 2020. I tre giochi originali della serie furono sviluppati e distribuiti da Strategic Simulations, Inc. nel 1995-1997, con il disegno e la programmazione di Gary Grigsby e Brors Keith. Successivamente la serie è stata riproposta in modalità freeware da altri due sviluppatori diversi.

## Modalità di gioco
Tutti i giochi della serie sono abbastanza simili per caratteristiche e aspetto. Tuttavia, il terzo capitolo della serie originale è chiaramente distinto in quanto offre di gestire interi plotoni invece che singole squadre alla volta, con un punto di vista quindi più strategico rispetto ai capitoli precedenti.
I giochi offrono 2 modalità di gioco multiplayer: hotseat o online, oppure PBeM (partite via email). Nel campo single player, ci sono scenari (di solito riferiti a battaglie realmente combattute o a ucronie con unità già comprate e schierate per entrambi i giocatori), battaglie (in cui si può scegliere tutto: mappa, nazioni che si affrontano, tipo di battaglia, unità) e campagne (insieme di scenari articolati fra di loro). Nel caso di campagne i giocatori hanno la possibilità di acquisire unità militari all'inizio di ogni scenario con "punti crediti" ottenuti in maniere diverse nelle battaglie precedenti. La mappa è fatta a griglia esagonale tipica di molti wargame computerizzati e da tavolo.
L'obiettivo è di solito occupare vari esagoni obiettivo e tenerli finché lo scenario è finito oppure eliminare completamente le forze nemiche prima di raggiungere il limite di turni. Nel caso nessuna di queste 2 condizioni di vittoria si sia verificata all'ultimo turno, la battaglia viene vinta "ai punti", che si conquistano distruggendo unità nemiche e facendo propri degli esagoni obbiettivi, che valgono ognuno un certo numero di punti.
La caratteristica principale di questa serie è l'ottima accuratezza simulativa dei combattimenti (limitata solo dal meccanismo a turni del gioco), a cui contribuisce in gran parte una grande enciclopedia di mezzi e armamenti con valori (per esempio di penetrazione o di resistenza ai vari tipi di proiettile da parte di una corazza) direttamente riferiti a quelli reali.

## Storia della serie
Le meccaniche di gioco sono sostanzialmente una versione semplificata di una serie di giochi strategici sviluppati da Grigsby a fine anni ottanta per Commodore 64 e Apple II: Panzer Strike, Typhoon of Steel e Overrun!. La serie originale Steel Panthers comprende i seguenti titoli:
- Steel Panthers (1995)
- Steel Panthers II: Modern Battles (1996)
- Steel Panthers III Brigade Command: 1939-1999 (1997)

I diritti del gioco e il codice sorgente sono stati successivamente acquisiti da Matrix Games, che ha sviluppato e pubblicato come freeware un remake migliorato sulla base del motore di Steel Panthers III (ma limitato al periodo di tempo della seconda guerra mondiale):
- Steel Panthers: World at War[1].

Esistono poi le versioni sviluppate da The Camo Workshop sulla base del codice sorgente di Steel Panthers II. La Workshop Camo ha introdotto molte nuove funzionalità e innovazioni per le loro due versioni di Steel Panthers. In generale rispetto alla Matrix Games ha implementato nel tempo, con varie patch, un database di mezzi e armamenti molto più ampio e dettagliato. I titoli sviluppati:
- Steel Panthers: World War 2(WinSPWW2)
- Steel Panthers: Main Battle Tank(WinSPMBT) (battaglie caratteristiche 1945-2020, con 90 diverse nazioni per consentire la simulazione di una vasta gamma di diversi conflitti reali e ipotetici)

Nel 2005 la Shrapnel Games ha ripreso la distribuzione della produzione SPCAMO e la gestione della distribuzione della versione Windows dei loro giochi. WinSPMBT è stato distribuito nel giugno dello stesso anno per il download gratuito. Una versione CD con caratteristiche bonus aggiuntive è stato anche offerto come un prodotto commerciale, la prima volta che SPCAMO richiede un pagamento per uno dei suoi giochi. WinSPWW2 è stata pubblicata il 15 maggio 2006.

## Community
Nonostante il primo capitolo della serie sia nato molti anni fa, il gioco ha ancora un relativo largo seguito, incentrato specialmente sui remake freeware. World at War ha un forum di supporto con oltre 2000 utenti iscritti e circa 1000 scenari disponibili al download.
Nel giugno del 2007, Matrix Games ha annunciato una partnership con "SP:WAW Depot Association Inc." per iniziare a lavorare sulla prossima incarnazione di questo gioco. La "SP:WAW Depot Association Inc." è il proprietario no-profit del sito web "SP:WaW Depot".